# Burg Heid
Die Burg Heid, auch Burg Haid oder Gutshof Heid genannt ist eine Niederungsburg bei etwa 330 m ü. NHN in der Nähe der ehemaligen Bahnstation der Ortsgemeinde Lampaden im Landkreis Trier-Saarburg in Rheinland-Pfalz.

## Lage
Die Burg Heid liegt an der Straße zwischen Lampaden und Heddert auf Schillinger Gemeindegebiet in der Nähe der Burg Heider Mühle und am Heidkopf, der eine Höhe von 530 m ü. NHN hat.

## Geschichte
Der auf Schillinger und Hedderter Bann im 14. Jahrhundert entstandene Gutshof Heid war im 18. Jahrhundert im Besitz des Trierer Domkapitels. 1804 wurde der Kunstsammler Peter Job Hermes durch Versteigerung Eigentümer des Anwesens. Um 1850 baute sein Neffe Johann Peter Job Nell das Anwesen zum Rittergut und Herrensitz um und im Laufe der Zeit setzte sich die Bezeichnung Burg durch. Ein angelegter Weiher lässt die Vermutung auf eine Wasserburg zu, worauf auch das Wappen über dem Eingangstor zwischen den Tortürmen hinweist.
1932 gab die Familie von Nell den landwirtschaftlichen Betrieb auf und im gleichen Jahre erwarb der Generaldirektor Achter aus Mönchengladbach das Gut, das heute von seinem Enkel weitergeführt wird.

## Anlage
Die romantische Burganlage verfügt über zwei Tortürme mit Helmdach mit dazwischen liegendem Eingangstor, über dem sich das große Wappen derer von Nell zu Thomenacher in Sandstein gehauen befindet und denen sich ein großer runder Turm, ein Bergfried und ein Stallgebäude in gleicher Form anschließen.
Die mit Muschelrippen besetzte halbe Brunnenschale an der Front des Hauptgebäudes stammt noch aus dem 18. Jahrhundert. In jüngerer Zeit wurde der frühere Brunnenpfosten durch einen roten Sandsteinpfeiler ersetzt und trägt eine das Kind auf dem rechten Arm tragende Mutter-Gottes-Figur.